# Auguste Castellant
Auguste Castellant, né le 4 juillet 1844 à Vez et mort le 12 mars 1918  à Largny-sur-Automne, est un auteur, journaliste, éditeur et philosophe.
Il organisa de nombreuses manifestations en hommage au philosophe Jean-Jacques Rousseau.
Il a engagé toute sa vie et sa fortune pour réhabiliter le grand philosophe.   
Ensemble avec le marquis de Gérardin 1735-1808 et Maxime Nemo 1888-1975, Auguste Castellant a fait revivre Rousseau.
Il était l’instigateur des manifestations suivantes :
- Fêtes à Ermenonville pour le centenaire le 21.7.1878
- L’inauguration en 1889 d’un monument place du Panthéon
- Comité de Montmorency et sa statue en 1907
- Monument d’Asnières en 1885
- Monument à Ermenonville en 1908
- Construction de statues et organisation de fêtes aux Charmettes à Largny-sur-Automne.

En 1912 il était président de la Société Historique Régionale de Villers-Cotterêts.